# Сан-томейский голубь
Сан-томейский голубь (лат. Columba malherbii) — вид птиц семейства голубиных. Видовое латинское название дано в честь французского натуралиста Альфреда Малерба (1804—1865).
Вид распространён на островах Гвинейского залива Сан-Томе, Принсипи (принадлежащих государству Сан-Томе и Принсипи) и Аннобон (Экваториальная Гвинея). Его естественной средой обитания является субтропический или тропический влажный низменный лес
Длина тела достигает 28 см. Внешне напоминает западноафриканский вид Columba iriditorques, но оперение на затылке и спине имеет зелёный или розовый отлив на сланцево-сером фоне, в отличие от медно-красно-бронзового у сан-томейского голубя. Горло, грудь и брюхо серые. Верх хвоста тёмно-серый, нижняя часть светло-охристо-серая. Радужка светло-серая, клюв серый со светлым кончиком. Ноги красные. Самка похожа на самца, при этом нижняя сторона тёмно-серая, а оперение нижней части груди и верхней части брюха имеет мелкую охристую крапинку. У молодых птиц переливчатость на задней части шеи менее выражена.
Держится в одиночку или небольшими группами до 7 птиц. Питается семенами и мелкими плодами. Размножается с ноября по февраль. Гнездо строит из веточек в кроне деревьев на высоте от 5 до 12 м над землёй. В кладке одно яйцо.